# Carl Krauser
Carl Isaac Krauser (Bronx, 13 maggio 1981) è un ex cestista statunitense con cittadinanza americo-verginiana.

## Carriera
Con le Isole Vergini Americane ha disputato i Campionati americani del 2007.